# Amos Badertscher
Amos Badertscher (1. října 1936, Baltimore – 24. července 2023) byl americký fotograf – samouk, fotografoval analogově a výhradně černobíle. Je považován za kronikáře subkulturní a podvodnické scény v Baltimoru v 70. a 80. letech.

## Životopis
Badertscher navštěvoval Friends School of Baltimore, kvakerskou instituci. Po absolvování Union College v Schenectady, NY v letech 1955 až 1959, pracoval jako učitel matematiky. K fotografování ho přivedl jeho kolega. Od té doby byl Badertscher fotografickým samoukem. V roce 1975 malé dědictví umožnilo Badertscherovi soustředit se výhradně na fotografii.
Badertscher se zajímal o gay subkulturu Baltimoru. Jeho modely byly drag queens, podvodníci, uprchlíci a narkomani. Badertscher pracoval v klidu dvacet let, než byl objeven. Chtěl prodat svůj dům a jedním z potenciálních kupců byl ředitel Duke University. Uvažoval o přestěhování do Baltimoru a viděl Badertscherovy fotografie během prohlídky domu. Přestože z koupě domu nic nevzešlo, uspořádal Badertscherovi výstavu v Muzeu umění Duke University. Později se z toho stala kniha; následovala četná výstavní účast.
Badertscher je dnes považován za kronikáře baltimorské podvodnické scény. Některé z jeho snímků jsou sexuálně explicitní, aniž by byly pornografickými. V dílech jsou vidět sympatie k modelce, ale také vtip a ironie. Badertscher byl fotograf a spolumodel na mnoha snímcích, které fotografoval v zrcadle. Ručně psané životopisné poznámky a komentáře k jeho obrazům identifikují Badertschera jako společensky kritického a soucitného fotografa. Jeho předmluva ke knize Baltimore Portraits je obžalobou amerických společenských poměrů a morálky, která vede k pronásledování a zákazu děl kolegů jako Will McBride. Zde se zapojil do řady těch, kteří byli napadai, jako: McBride, Sally Mannová, Jock Sturges, Peter Hujar, Larry Clark a David Hamilton.
Podle Garyho Scharfmana Badertscher fotografuje rychle, bez přípravy a sériově. Spoléhá na svůj instinkt pro správný okamžik a možnosti temné komory. Jeho fotografie mají málokdy pozadí, jsou koncentrované a záměrně ne antropologické. Modelky se nikdy nestanou objektem, místo toho jim fotografie umožní mluvit v první osobě a to je to, co dělá jeho práci gaye... Estetika jeho děl, která vznikala v 70. a 80. letech, míří daleko dopředu.
Amos Badertscher byl za svou fotografickou práci ostře napaden náboženskou pravicí ve Spojených státech, zejména Patem Robertsonem a Radou pro výzkum rodiny.
Vzdal se fotografování a věnoval se své sbírce vzácných fotografických knih. Žil v Baltimoru.

## Výstavy
Samostatné
- 2005: Illegal to See: The Outsider Art of Amos Badertscher, Leslie-Lohman Museum of Gay and Lesbian Art, New York NY
- 2004: Illegal to See: The Outsider Art of Amose Badertscher, Center for Exploratory and Perceptual Art (CEPA), Buffalo NY
- 1995: Baltimore Portraits, Nasher Museum of Art na Duke University, Durham NC

Společné
- 2016: 70. léta 20. století. The Blossoming of a Queer Enlightenment, Leslie-Lohman Museum of Gay and Lesbian Art, NYC
- 2008: 20. století figura, portrét, piktorialismus a děti ve fotografii, Adam Gendall Gallery, San Francisco
- 2006/2007: sexuální práce. Art Myth Reality (36 mezinárodních umělců), New Society for Fine Arts, Berlín, ve spolupráci s Kunstraum Kreuzberg/Bethanien a Haus am Kleistpark [5]
  - Katalog výstavy, Kehrer Verlag, Heidelberg 2007, ISBN 978-3939583172
- 2004/2005: Growing Up Absurd, Radiant Light Gallery, Portland (Maine)

## Publikace
- Portréty z Baltimoru. S úvodem od Tylera Curtaina. Duke University Press, Durham/Londýn 1999, ISBN 0-8223-2334-6
- Badertscher. S úvodem Garyho Scharfmana. Stonewall Inn St. Martin's Press, New York 1998, ISBN 0-312-18047-0